# 5-Amino-1-pentanol
5-Amino-1-pentanol ist ein 1,5-Aminoalkohol mit einer primären Aminogruppe und einer primären Hydroxygruppe an den Enden einer linearen C5-Alkankette. Als Derivat der aus Pentosen einfach zugänglichen Plattformchemikalie Furfural könnte 5-Amino-1-pentanol zukünftig größere Bedeutung erlangen als Baustein für bioabbaubare Polyesteramide und als Ausgangsstoff für Valerolactam – dem Monomer für Polyamid 5.

## Vorkommen und Darstellung
Bei der vollständigen katalytischen Hydrierung von Furfural (Furan-2-aldehyd) entsteht Tetrahydrofurfurylalkohol (2-Hydroxymethyltetrahydrofuran), der unter Ringerweiterung zu Dihydropyran dehydratisiert werden kann. Dihydropyran reagiert mit Ammoniak in einer reduktiven Aminierung unter Ringöffnung zu 5-Amino-1-pentanol.
Bei kontinuierlicher Prozessführung an einem Nickel-Hydrotalcit-Kontakt können Produktausbeuten bis 85 % erzielt werden.
In ähnlicher Weise kann das aus Dihydropyran mit Salzsäure praktisch quantitativ gebildete Hemiacetal 2-Hydroxytetrahydropyran durch reduktive Amidierung mit Ammoniak und Wasserstoff unter Wasserabspaltung zu 5-Amino-1-pentanol umgesetzt werden.

## Eigenschaften
5-Amino-1-pentanol bildet bei Erstarrungstemperaturen um 35 °C weiße Kristallklumpen, die sich in Wasser, Ethanol und Aceton lösen. Die wässrige Lösung (500 g·l−1) reagiert stark alkalisch (pH-Wert 13.2 bei 20 °C).

## Anwendungen
Aminoalkohole wie 5-Amino-1-pentanol wurden auf ihre Eignung zur Absorption von Kohlendioxid aus Verbrennungsgasen oder durch Bindung in Beton untersucht.
Beim Erhitzen auf 400 °C über Ytterbium(III)-oxid Yb2O3 entsteht mit hoher Selektivität durch Wasserabspaltung 4-Penten-1-amin (I) neben geringen Mengen von Piperidin (II), 2,3,4,5-Tetrahydropyridin (III) und 1-Pentylamin (IV).
Auch die Bildung von 5-Hydroxypentanal und 1-Methylpiperidin aus 5-Amino-1-pentanol ist beschrieben.
Aus dem bifunktionellen 5-Amino-1-pentanol können durch Polykondensation mit Estern von Dicarbonsäuren bzw. deren cyclischen Säureanhydriden, wie z. B. Bernsteinsäureanhydrid, Polyesteramide erhalten werden, die als biologisch abbaubare Kunststoffe, z. B. resorbierbare Nahtmaterialien, untersucht wurden.
Zunächst reagiert das Bernsteinsäureanhydrid mit der nucleophileren Aminogruppe zu einer ω-Hydroxycarbonsäure, die anschließend mit wasserabspaltenden Carbodiimiden, wie z. B. dem Hydrochlorid des 1-Ethyl-3-(3-dimethylaminopropyl)carbodiimids (EDC·HCl), polykondensiert wird.
In einer durch Rhodium(I)-Komplexe katalysierten dehydrierenden Kupplung entsteht aus 5-Amino-1-pentanol Valerolactam, das δ-Lactam der 5-Aminopentansäure, mit hoher (94 %) Ausbeute.
Der oxidative Ringschluss von 5-Amino-1-pentanol zum Lactam 2-Piperidon gelingt auch mit dem Wasserstoff-Transfer-Katalysator Trirutheniumdodecacarbonyl Ru3(CO)12 im Verbund mit einem Phosphankomplex.
Die gute Verfügbarkeit von Valerolactam als direktem Folgeprodukt des 5-Amino-1-pentanols, das wiederum aus nachwachsenden Rohstoffen einfach und effizient zugänglich ist, könnte für das bisher wenig beachtete, aber u. a. wegen seiner ferroelektrischen Eigenschaften interessante Polyamid 5 neue Perspektiven eröffnen.